# Bitwa pod Dziewałtowem
Bitwa pod Dziewałtowem – bitwa stoczona 28 czerwca 1812 roku pomiędzy siłami francusko-polskimi a rosyjskimi w pierwszych dniach napoleońskiej inwazji na Rosję. Bitwa zakończyła się zwycięstwem wojsk inwazyjnych.
W bitwie brały udział jednostki II korpusu marszałka Oudinota, który ścigał wycofujący się z Litwy korpus Wittgensteina. Francuzi, po kilku starciach z wycofującą się rosyjską ariergardą, pod Dziewałtowem, 9 km od Wiłkomierza, napotkali opór jednostek gen. Kulniewa, które liczyły 4 bataliony piechoty, 8 szwadronów kawalerii, 3 sotnie Kozaków i 12 dział. Po dwóch godzinach walki Rosjanie zostali zepchnięci i oddziały francuskie wkroczyły na ulice Wiłkomierza.
Pomimo klęski, korpus Wittgensteina zdołał oderwać się od pościgu francuskiego.